# La Combe-de-Lancey
La Combe-de-Lancey là một xã thuộc tỉnh Isère, vùng Rhône-Alpes đông nam nước Pháp. Xã này nằm ở khu vực có độ cao từ 316-2813 mét trên mực nước biển.